# Цибульники

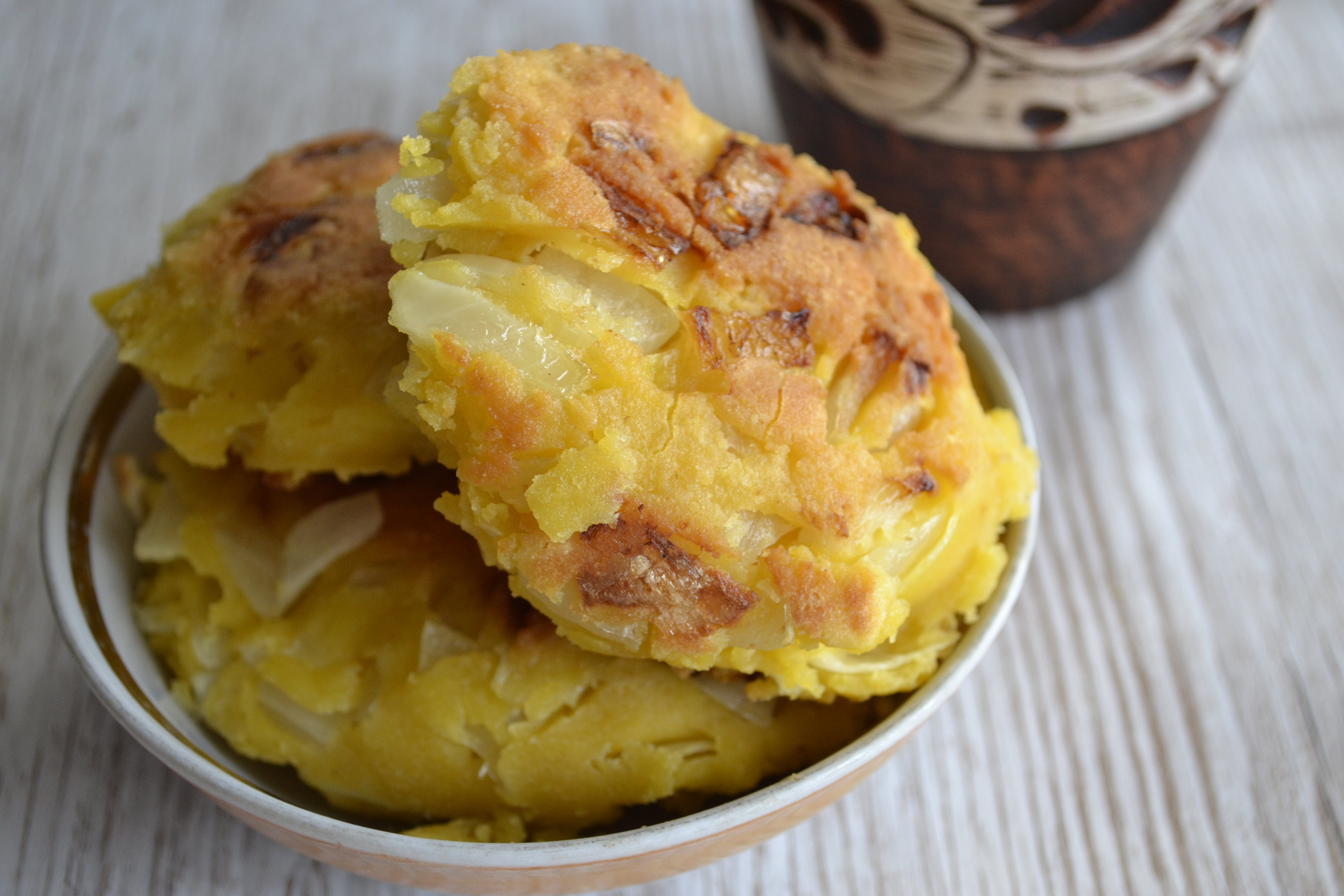

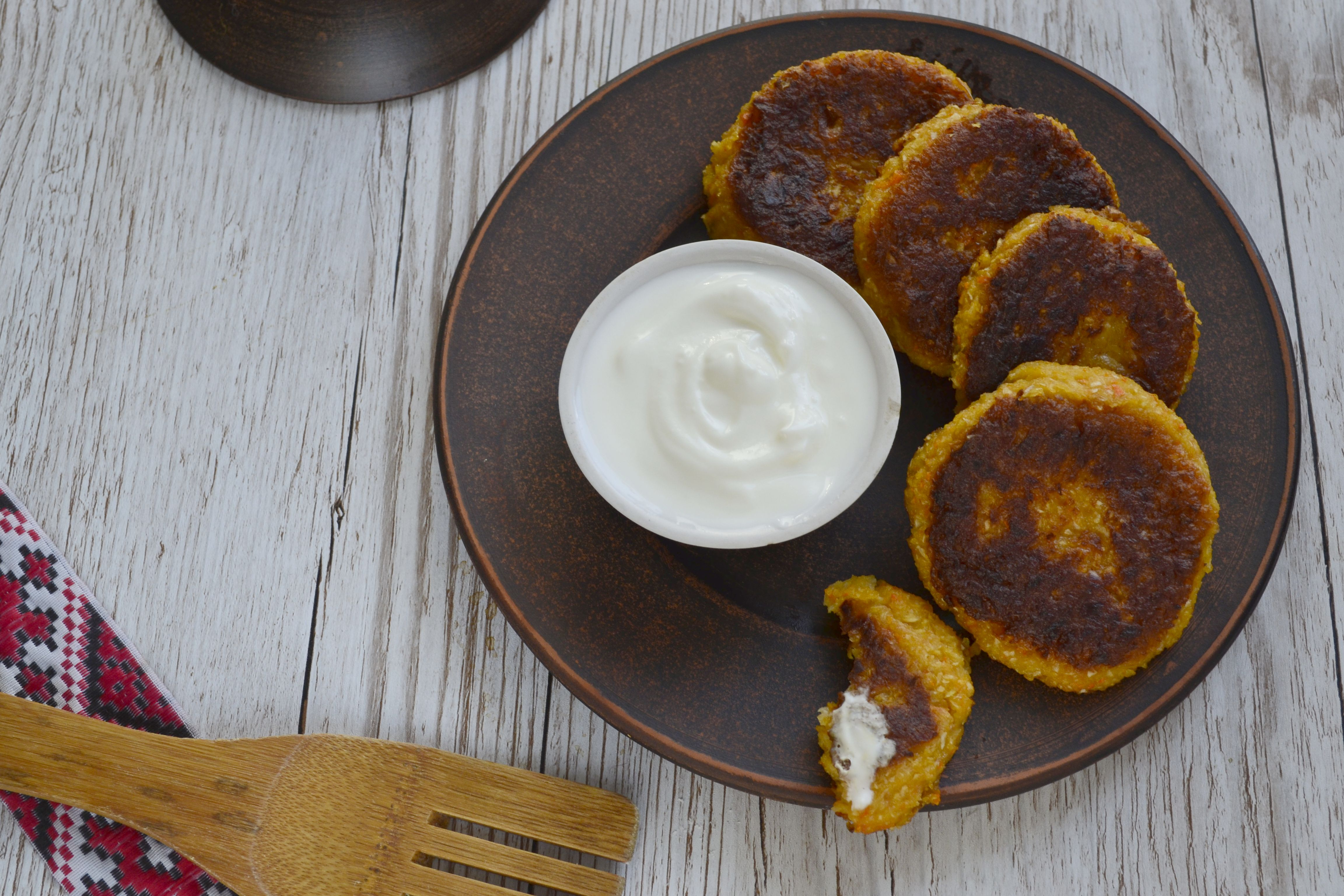
Цибульники

Цибульники, цибуляники — українська страва з цибулі, за технологією приготування нагадує деруни і оладки з кабачків. Особливо популярні на заході України, зокрема у Львові.

## Походження та цибульники в історії
Існує легенда, як з'явилася ця страва. Одного разу татари взяли в облогу Львів і відправили парламентарів на переговори про здачу міста. Загарбникам відмовили і продемонстрували великі запаси їжі. Татари повірили і зняли облогу. Але, насправді, щоб перехитрити загарбників і зобразити достаток, жителі зігнали до воріт всю худобу, на вози наклали порожні бочки, а зверху навалили залишки харчів. А тим часом жінки в голодуючому Львові годували захисників міста майже виключно цибулею. Зокрема, цибульниками.
Цибульники з Рачина стали об'єктом гастрономічної спадщини Тараканівської громади, що на Рі́вненщині.

## Рецепт
Цибульники готують з натертої або дрібно порізаної ріпчастої цибулі, пшеничного борошна, яєць і солі. Отриману масу перемішують і смажать на сковороді на олії. Цибулеві оладки традиційно подають гарячими зі сметаною, часто до борщу або як самостійну страву.